# Eneopterinae
Az Eneopterinae egy alcsalád a rovarok (Insectia) osztályának egyenesszárnyúak (Orthroptera) rendjén belül, a tücsökfélék (Gryllidae) családjában.

## Elterjedésük
Az alcsalád fajai jobbára a trópusi, meleg, nedves élőhelyeket kedvelik. Leginkább Dél-Amerikában, Ausztráliában és az Indonéz szigetvilágban terjedtek el, Európában nem él képviselőjük.

## Megjelenésük
Közepes méretű, 9-35 milliméter hosszúságú, robusztus alkatú tücskök. Színezetük barna vagy szürke. Fejük nagyjából gömb alakú, rajta lefelé irányuló szájszerv és három pontszem (ocellus) található.

## Életmódjuk
Az ezen alcsaládba tartozó fajok növényevők, levelekkel, virágokkal és gyümölcsökkel táplálkoznak, esetenként kártevők is lehetnek a mezőgazdasági területeken.

### Szaporodás
Az alcsalád egyes fajainál megfigyelhető a 
kannibalizmus. A párzás során a nőstény időnként elfogyasztja a hímek elülső szárnyait.
Petéiket lágy növényi részekbe, fakéregbe helyezik.

## Rendszerezésük
Az alcsaládot további 5 nemzetségre és 15 nemre bonthatjuk.
Eneopterinae
- Eneopterini (Saussure, 1874)
  - Eneoptera (Burmeister, 1838)
  - Ligypterus (Saussure, 1878)
  - Ponca (Hebard, 1928)
- Eurepini (Robillard, 2004)
  - Arilpa (Otte & Alexander, 1983)
  - Eurepa (Walker, 1869)
  - Eurepella (Otte & Alexander, 1983)
  - Myara (Otte & Alexander, 1983)
  - Salmanites (Chopard, 1951)
- Lebinthini (Robillard, 2004)
  - Agnotecous (Saussure, 1878)
  - Cardiodactylus (de Saussure, 1878)
  - Lebinthus (Stål, 1877)
- Nisitrini (Robillard, 2004)
  - Nisitrus (Saussure, 1878)
  - Paranisitra (Chopard, 1925)
- Xenogryllini (Robillard, 2004)
  - Pseudolebinthus (Robillard, 2006)
  - Xenogryllus (I. Bolivar, 1890)